# باشگاه فوتبال گیلانگ اینترنشنال
باشگاه فوتبال گیلانگ اینترنشنال یک باشگاه فوتبال حرفه‌ای مستقر در بدوک، سنگاپور است که در لیگ برتر سنگاپور رقابت می‌کند. این باشگاه در سال ۱۹۷۳ تأسیس شد و اولین فصل خود را در سال ۱۹۷۴ بازی کرد و قهرمان لیگ دسته سه سنگاپور شد که سال بعد آنها را به لیگ دسته یک ملی فوتبال رساند. آنها بزرگترین موفقیت‌های خود را در دهه‌های ۱۹۸۰ و ۱۹۹۰ تجربه کردند و شش عنوان قهرمانی متوالی لیگ برتر سنگاپور را به دست آوردند.
تیم گیلانگ اینترنشنال از زمان آغاز لیگ حرفه‌ای در سال ۱۹۹۶، ۲ عنوان قهرمانی لیگ و ۱ عنوان قهرمانی جام حذفی سنگاپور را کسب کرده است. بهترین فصل آنها در سال ۱۹۹۶ بود، زمانی که آنها اولین تیمی بودند که هم عنوان قهرمانی لیگ و هم جام حذفی را کسب کردند. آنها همچنین به فینال جام حذفی سنگاپور در سال ۱۹۹۷، فینال جام حذفی سنگاپور در سال‌های ۲۰۰۱ و ۲۰۰۳ و فینال جام لیگ سنگاپور در سال ۲۰۱۲ راه یافتند و به عنوان نایب قهرمانی دست یافتند.
گیلانگ اینترنشنال یک رقابت سنتی با نزدیکترین همسایه خود، تامپینس روفرز، دارد. مسابقات بین این دو تیم به عنوان "دربی شرقی" شناخته می‌شود که به عنوان یکی از بهترین رقابت‌ها در فوتبال سنگاپور شناخته می‌شود.
به دلیل همکاری قوی آنها با باشگاه جی‌لیگی، ماتسوموتو یاماگا، هواداران ژاپنی در روابط طولانی مدت و پربار خود، بارها از تیم گیلانگ اینترنشنال حمایت کرده‌اند.

## نام‌های برجسته

### مربیان
- جلال طالبی

### بازیکنان
- حمیدرضا استیلی
- محمد خاکپور
- فندی احمد
- یوشی یامایا